# Perilitus mongolicus
Perilitus mongolicus är en stekelart som beskrevs av Haeselbarth 1999. Perilitus mongolicus ingår i släktet Perilitus och familjen bracksteklar. Inga underarter finns listade i Catalogue of Life.